# Sacapulas
Sacapulas (del náhuatl «saq calpulli», que significa «parcialidad/calpul blanco») es un municipio del departamento de Quiché, en la República de Guatemala. 
Después de ser un importante poblado en la época precolombina, fue parte de la región de Tezulutlán (español: «zona de guerra») en donde numerosos indígenas se atrincheraron para resistir la conquista española.  Cuando los españoles e indígenas tlaxcaltecas y cholultecas invadieron Guatemala en la década de 1520, la región de Sacapaulas y otros poblados indígenas ixiles y uspantekos resistieron varios años a la conquista gracias a su ubicación en la sierra de los Cuchumatanes y a la ferocidad de sus guerreros; tras varios años de derrotar los intentos de conquista española, finalmente fueron derrotados en diciembre de 1530, y los guerreros sobrevivientes fueron marcados como esclavos en castigo a su prolongada resistencia.
El 6 de julio de 1539 el fraile Bartolomé de las Casas, O.P.  consiguió la autorización del Virrey de México Antonio de Mendoza para que los nativos de Tezulutlán, cuando fueran conquistados, no fueran dados en encomienda sino que fueran vasallos de la Corona. Así pues, Las Casas, fray Luis de Cáncer, fray Rodrigo de Ladrada y fray Pedro de Angulo, O.P. tomaron parte en el proyecto de reducción y pacificación, y Luis de Cáncer fue recibido por el cacique de Sacapulas logrando realizar los primeros bautizos de los habitantes. Tras dos años de esfuerzo el sistema de reducción comenzó a tener un éxito relativo, pues los indígenas se trasladaron a terrenos más accesibles y se fundaron localidades al modo español. El nombre de «Tierra de Guerra» fue sustituido por el de «Vera Paz» (verdadera paz), denominación que se hizo oficial en 1547.
La Corona española se enfocó en la catequización de los indígenas; las congregaciones fundadas por los misioneros reales en el Nuevo Mundo fueron llamadas «doctrinas de indios» o simplemente «doctrinas». En 1638, los dominicos separaron a sus grandes doctrinas en grupos centrados en sus seis conventos y Sacapulas fue uno de ellos;  este convento estuvo vigente hasta 1754, en que las órdenes regulares se vieron obligadas a entregar sus posesiones al clero secular.
Tras la independencia de Centroamérica en 1821 se inició la guerra civil centroamericana entre los conservadores que querían mantener el poder de las órdenes regulares y los liberales que querían expulsarlas, lo que consiguieron en 1829, tras el derrocamiento del gobernador conservador Mariano de Aycinena y Piñol y la derrota del Clan Aycinena.
Tras el retorno de los conservadores al poder en 1840 las órdenes regulares retornaron a Guatemala, pero ya no recuperaron sus antiguas propiedades.  y luego del triunfo de la Reforma Liberal en 1871, el clero regular fue nuevamente expulsado del país. En ese momento, el presidente de facto provisiorio Miguel García Granados dispuso crear el departamento de Quiché para mejorar la administración territorial de la República dada la enorme extensión del territorio de Totonicapán/Huehuetenango y de Sololá/Suchitepéquez. De esta cuenta, a partir del 12 de agosto de 1872 Sacapulas pasó a formar parte del nuevo departamento de Quiché
Durante la Guerra Civil de Guatemala Sacapulas se encontró inmerso en el radio de acción del Ejército Guerrillero de los Pobres (EGP), una de las organizaciones guerrilleras que operaban en Guatemala y que justificaban sus atentados contra bienes particulares y del Estado argumentando que afectaban, por un lado, los intereses económicos del Estado y de los sectores productivos, y por el otro, que vulneraban al Ejército; el EGP realizó varios hechos de violencia que afectaron la infraestructura y servicios en Sacapulas como parte de su objetivo global de provocar descontrol total y la preinsurrección en el país a finales de la década de 1970 y principios de la de 1980. Sin embargo, para contrarrestar esto, el gobierno de Fernando Romeo Lucas García inició la ofensiva de «Tierra Arrasada» en la región en donde operaba el Ejército Guerrillero de los Pobres, en el área de Sacapulas, Chajul, Nebaj e Ixcán en El Quiché -región petrolera y fértil de la Franja Transversal del Norte.

## Toponimia

### Nombre castellano
Muchos de los nombres de los municipios y poblados de Guatemala constan de dos partes: el nombre del santo católico que se venera el día en que fueron fundados y una descripción con raíz náhuatl; esto se debe a que las tropas que invadieron la región en la década de 1520 al mando de Pedro de Alvarado estaban compuestas por soldados españoles y por indígenas tlaxcaltecas y cholultecas.  Así pues, el nombre del municipio es derivado del vocablo náhuatl «saq calpulli» («parcialidad o calpul blanco»). 

### Nombre k'iche'
En idioma k'iche' el nombre del pueblo era «Tuhulhá», cuyo significado es «baños de vapor» o «temascal».

## Geografía física

### Clima y topografía
En general, el clima del municipio es cálido (Clasificación de Köppen: Am) pero posee una buena irrigación, por ello los bosques se mantienen verdes y sus montañas usualmente pobladas de árboles. La topografía de Sacapulas es variada pero dominan las quebradas con áreas rocosas.
La siguiente tabla muestra el clima de la cabecera municipal:
| Parámetros climáticos promedio de Sacapulas | Parámetros climáticos promedio de Sacapulas | Parámetros climáticos promedio de Sacapulas | Parámetros climáticos promedio de Sacapulas | Parámetros climáticos promedio de Sacapulas | Parámetros climáticos promedio de Sacapulas | Parámetros climáticos promedio de Sacapulas | Parámetros climáticos promedio de Sacapulas | Parámetros climáticos promedio de Sacapulas | Parámetros climáticos promedio de Sacapulas | Parámetros climáticos promedio de Sacapulas | Parámetros climáticos promedio de Sacapulas | Parámetros climáticos promedio de Sacapulas | Parámetros climáticos promedio de Sacapulas |
| Mes                                         | Ene.                                        | Feb.                                        | Mar.                                        | Abr.                                        | May.                                        | Jun.                                        | Jul.                                        | Ago.                                        | Sep.                                        | Oct.                                        | Nov.                                        | Dic.                                        | Anual                                       |
| ------------------------------------------- | ------------------------------------------- | ------------------------------------------- | ------------------------------------------- | ------------------------------------------- | ------------------------------------------- | ------------------------------------------- | ------------------------------------------- | ------------------------------------------- | ------------------------------------------- | ------------------------------------------- | ------------------------------------------- | ------------------------------------------- | ------------------------------------------- |
| Temp. máx. media (°C)                       | 25.6                                        | 26.5                                        | 27.9                                        | 28.1                                        | 27.9                                        | 26.7                                        | 26.4                                        | 26.6                                        | 26.0                                        | 25.6                                        | 25.6                                        | 25.8                                        | 26.6                                        |
| Temp. media (°C)                            | 19.0                                        | 19.6                                        | 20.8                                        | 21.3                                        | 21.5                                        | 21.3                                        | 20.8                                        | 20.8                                        | 20.4                                        | 20.2                                        | 19.6                                        | 19.5                                        | 20.4                                        |
| Temp. mín. media (°C)                       | 12.5                                        | 12.7                                        | 13.7                                        | 14.6                                        | 15.1                                        | 15.9                                        | 15.3                                        | 15.1                                        | 14.8                                        | 14.8                                        | 13.6                                        | 13.2                                        | 14.3                                        |
| Precipitación total (mm)                    | 63                                          | 53                                          | 58                                          | 84                                          | 191                                         | 425                                         | 354                                         | 285                                         | 382                                         | 317                                         | 162                                         | 91                                          | 2465                                        |
| Fuente: Climate-Data.org                    |                                             |                                             |                                             |                                             |                                             |                                             |                                             |                                             |                                             |                                             |                                             |                                             |                                             |

### Ubicación geográfica
| | Norte: Nebaj y Cunén, municipios del departamento de El Quiché                                | Nordeste: Cunén, municipio del departamento de El Quiché            |
| Oeste: Totonicapán, departamento de Guatemala San Pedro Jocopilas, municipio del departamento de El Quiché |                                                                                               | Este: San Andrés Sajcabajá, municipio del departamento de El Quiché |
| Suroeste: San Pedro Jocopilas, municipio del departamento de El Quiché                                     | Sur: San Pedro Jocopilas y San Bartolomé Jocotenango, municipio del departamento de El Quiché |                                                                     |

## Gobierno municipal
Los municipios se encuentran regulados en diversas leyes de la República, que establecen su forma de organización, lo relativo a la conformación de sus órganos administrativos y los tributos destinados para los mismos. Aunque se trata de entidades autónomas, se encuentran sujetos a la legislación nacional y las principales leyes que los rigen desde 1985 son:
| N.º | Ley                                                | Descripción |
| --- | -------------------------------------------------- | --- |
| 1   | Constitución Política de la República de Guatemala | Tiene una regulación legal específica para los municipios en los artículos 253 al 262. |
| 2   | Ley Electoral y de Partidos Políticos              | Ley de carácter constitucional aplicable a los municipios en el tema de la conformación de sus autoridades electas. |
| 3   | Código Municipal                                   | Decreto 12-2002 del Congreso de la República de Guatemala. Tiene la categoría de ley ordinaria y contiene preceptos generales aplicables a todos los municipios, e inclusive contiene legislación referente a la creación de los municipios.             |
| 4   | Ley de Servicio Municipal                          | Decreto 1-87 del Congreso de la República de Guatemala. Regula las relaciones entra la municipalidad y los servidores públicos en materia laboral. Tiene su base constitucional en el artículo 262 de la constitución que ordena la emisión de la misma. |
| 5   | Ley General de Descentralización                   | Decreto 14-2002 del Congreso de la República de Guatemala. Regula el deber constitucional del Estado, y por ende del municipio, de promover y aplicar la descentralización y desconcentración económica y administrativa.                                |

El gobierno de los municipios está a cargo de un Concejo Municipal mientras que el código municipal —ley ordinaria que contiene disposiciones que se aplican a todos los municipios— establece que «el concejo municipal es el órgano colegiado superior de deliberación y de decisión de los asuntos municipales […] y tiene su sede en la circunscripción de la cabecera municipal»; el artículo 33 del mencionado código establece que «[le] corresponde con exclusividad al concejo municipal el ejercicio del gobierno del municipio».
El concejo municipal se integra con el alcalde, los síndicos y concejales, electos directamente por sufragio universal y secreto para un período de cuatro años, pudiendo ser reelectos.
Existen también las Alcaldías Auxiliares, los Consejos Comunitarios de Desarrollo (COCODE), el Consejo Municipal del Desarrollo (COMUDE), las asociaciones culturales y las comisiones de trabajo. Los alcaldes auxiliares son elegidos por las comunidades de acuerdo a sus principios y tradiciones, y se reúnen con el alcalde municipal el último jueves de cada mes, mientras que los Consejos Comunitarios de Desarrollo y el Comité Municipal de Desarrollo organizan y facilitan la participación de las comunidades priorizando necesidades y problemas.
Los alcaldes que ha habido en el municipio son:
- 2012-2016: Juan José Tíu Vicente[24]
- 2016-2020: Juan José Tíu Vicente[1]

## Historia

### Época prehispánica

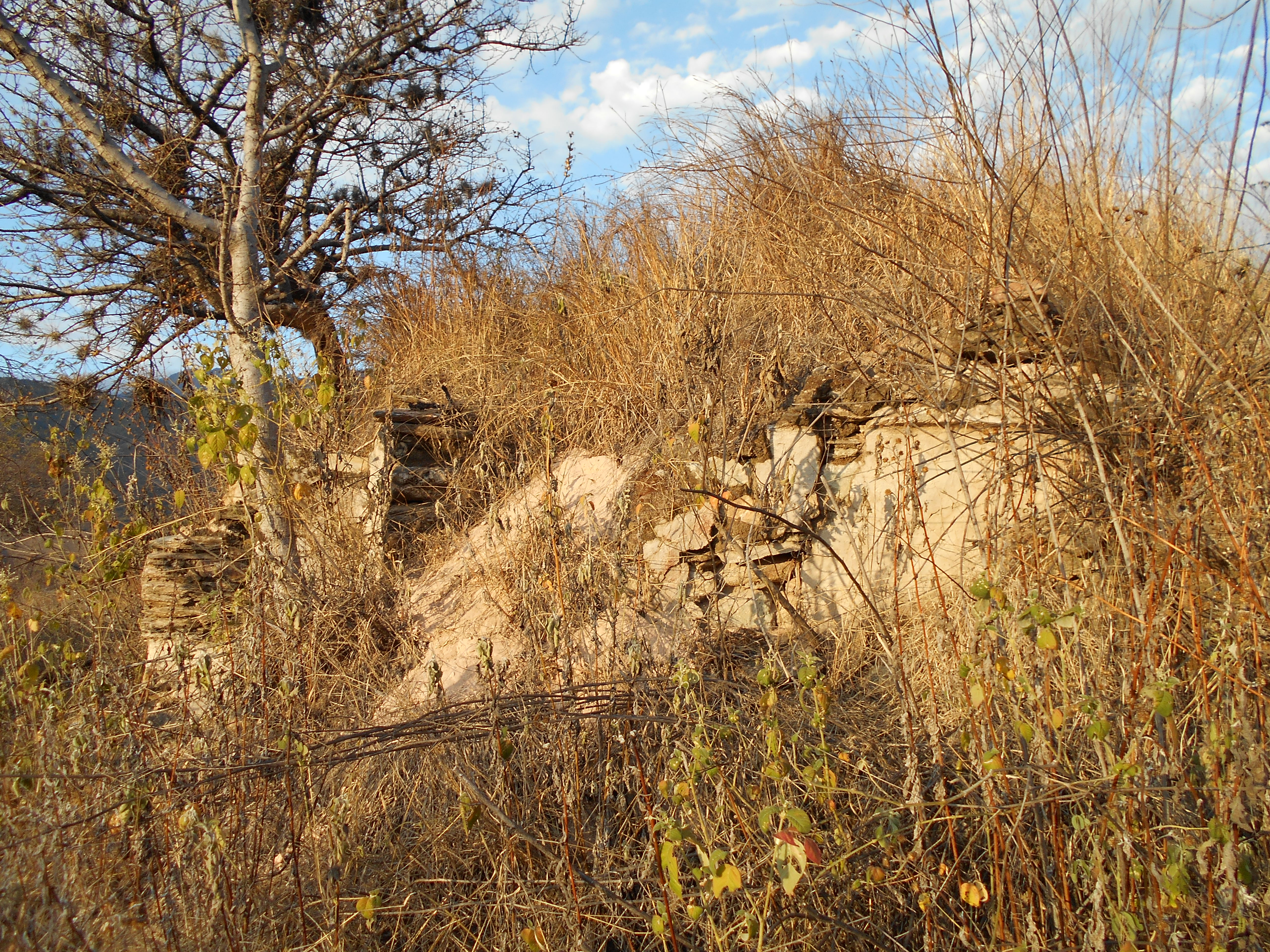
Xutixtiox (o Chutix Tiox, Chotaxtiox) es un sitio arqueológico ubicado en Sacapulas.

Preocupado el rey K’iche’ por la deserción del jefe familiar de los de los aj K’ub’ul -familia que eventualmente dio origen al moderno municipio de Cubulco- envió un contingente de guerreros para controlar todos los movimientos de este grupo familiar. Temía que ellos buscaran refuerzos de los otros grupos étnicos para hacer un gran ejército y luego atacarlo. Estos vigilantes se establecieron al oriente de los aj K’ub’ul y como ellos se habían separado por encontrar paz y tranquilidad eran muy pacíficos. Y eso era lo que le informaban al rey K’iche,’ que no se les debe temer pues permanecían en calma, como la quietud de un lago.
Pero al pasar un tiempo los guerreros vigilantes se dieron cuenta de que la vida de los aj K’ub’ul era diferente a los que estaban bajo el mando del rey K’iche’, pues cultivaban sus tierras, y sus cosechas las disfrutaban al lado de sus familias y vivían sin temor de ser atacados en cualquier instante o de ser llamados para la guerra. Les motivó bastante esa forma de vivir que este grupo de guerreros regresó a su lugar de origen Tujalj (Sacapulas), pero solo para ir a traer a sus esposas e hijos e iniciar una nueva comunidad en el lugar donde fueron asignados para vigilar a los aj K’ub’ul.

### Conquista española

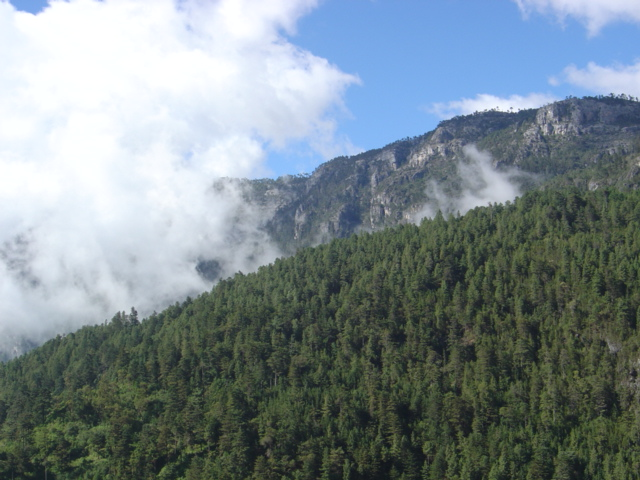
El terreno difícil y la lejanía de los Cuchumatanes, hicieron su conquista difícil.

En los diez años después de la caída de Zaculeu, los españoles trataron de invadir la Sierra de los Cuchumatanes para conquistar a los pueblos chuj y q'anjob'al y para buscar oro, plata y otras riquezas; sin embargo, la lejanía y la dificultad del terreno hicieron que su conquista resultara difícil.
Después de los españoles conquistaron la parte occidental de la sierra de los Cuchumatanes, los ixiles y uspantecos(uspantek) los lograron evadir; estos pueblos eran aliados y en 1529 los guerreros uspantecos estaban hostigando a las fuerzas españolas tratando de fomentar la rebelión entre los quichés. Gaspar Arias, magistrado de Guatemala, penetró en los Cuchumatanes orientales con una infantería de sesenta soldados españoles y trescientos guerreros aliados indígenas y a principios de septiembre había logrado imponer la autoridad española temporalmente en el área que ocupan los modernos poblados de Chajul y Nebaj. Luego, cuando marchaba al este hacia Uspantán, Arias recibió aviso de que el gobernador en funciones de Guatemala, Francisco de Orduña, lo había destituido como magistrado y tuvo que regresar a Guatemala, dejando al mando al inexperto Pedro de Olmos. Olmos lanzó un desastroso asalto frontal a la ciudad, en donde los españoles fueron emboscados por la retaguardia por más de dos mil guerreros uspantecos; los sobrevivientes que lograron escapar, regresaron, hostigados, a la guarnición española en Q'umarkaj.
Un año más tarde, Francisco de Castellanos encabezó una nueva expedición militar contra los ixiles y uspantecos, con ocho cabos, treinta y dos hombres montados, cuarenta soldados españoles a pie y cientos de guerreros aliados indígenas; en las laderas más altas de los Cuchumatanes, en el área que ocupa el moderno municipio de Sacapulas, se enfrentaron contra casi cinco mil guerreros ixiles procedentes de Nebaj y asentamientos cercanos. Las fuerzas españolas asediaron la ciudad y sus aliados indígenas lograron escalar las paredes, penetrar en la fortaleza y le prendieron fuego; los sobrevivientes fueron marcados como esclavos para castigarles por su resistencia. Los habitantes de Chajul, al saberlo, inmediatamente se rindieron y los españoles continuaron hacia Uspantán en donde había diez mil guerreros, procedentes del área ocupada por los modernos municipios de Cotzal, Cunén, Sacapulas y Verapaz; el despliegue de la caballería española y el uso de las armas de fuego decidieron la batalla en favor de los españoles que ocuparon Uspantán y nuevamente marcaron como esclavos a todos los guerreros supervivientes. Los pueblos en los alrededores también se rindieron y en diciembre de 1530 finalizó la conquista de los Cuchumatanes.

### Capitulaciones de Tezulutlán

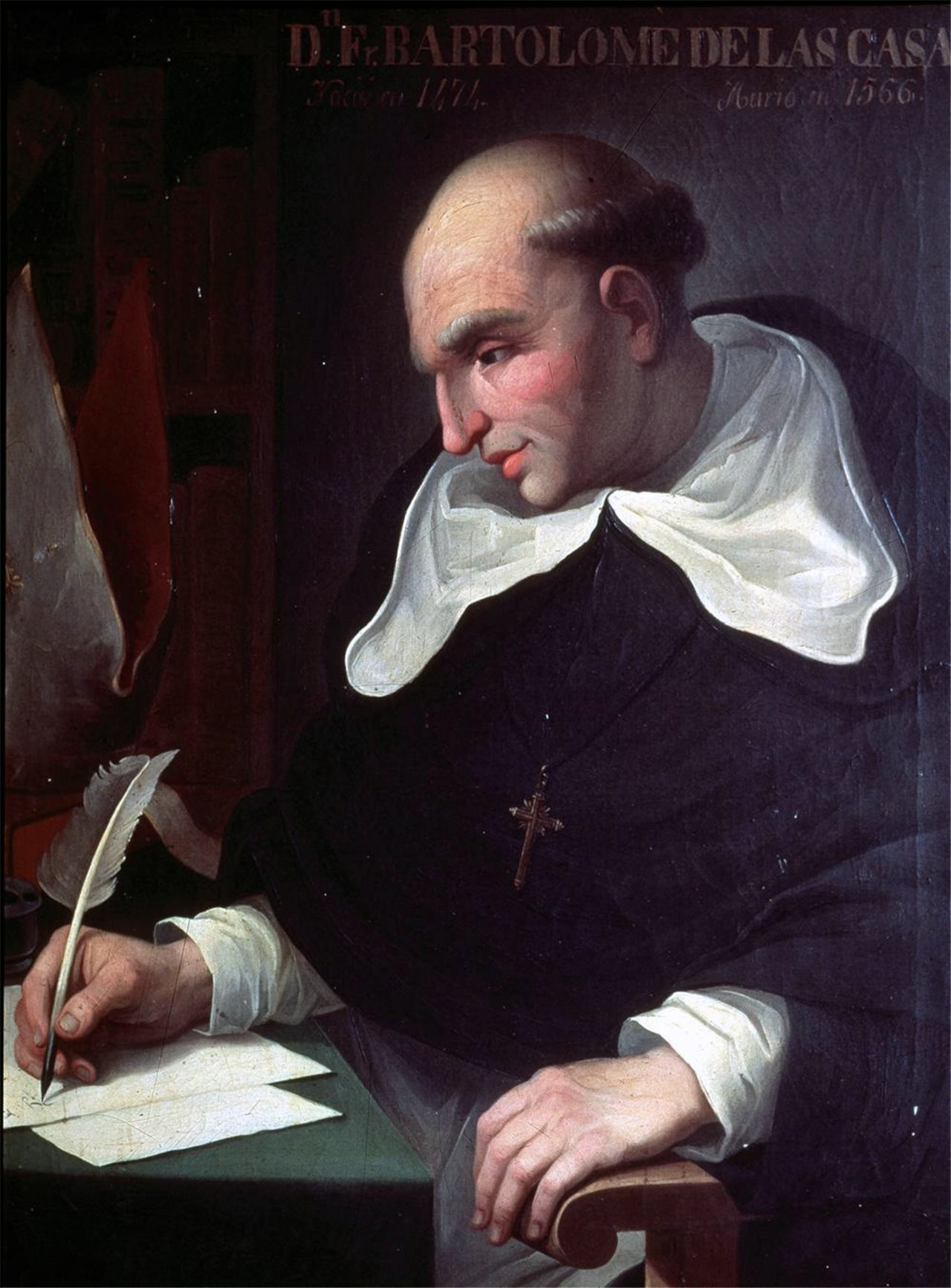
Fray Bartolomé de las Casas, O.P., quien junto a los frailes Rodrigo de Landa, Pedro de Angulo y Luis de Cáncer iniciaron la catequización de las Verapaces en 1542.

En noviembre de 1536, el fraile Bartolomé de las Casas, O.P. se instaló en Santiago de Guatemala. Meses después el obispo Juan Garcés, que era amigo suyo, le invitó a trasladarse a Tlascala. Posteriormente, volvió a trasladarse a Guatemala. El 2 de mayo de 1537 consiguió del gobernador licenciado Don Alfonso de Maldonado un compromiso escrito ratificado el 6 de julio de 1539 por el Virrey de México Don Antonio de Mendoza, que los nativos de Tuzulutlán, cuando fueran conquistados, no serían dados en encomienda sino que serían vasallos de la Corona. Las Casas, junto con otros frailes como Pedro de Angulo y Rodrigo de Ladrada, buscó a cuatro indios cristianos y les enseñó cánticos cristianos donde se explicaban cuestiones básicas del Evangelio. Posteriormente encabezó una comitiva que trajo pequeños regalos a los indios (tijeras, cascabeles, peines, espejos, collares de cuentas de vidrio...) e impresionó al cacique, que decidió convertirse al cristianismo y ser predicador de sus vasallos. El cacique se bautizó con el nombre de Juan. Los nativos consintieron la construcción de una iglesia pero otro cacique llamado Cobán quemó la iglesia. Juan, con 60 hombres, acompañado de Las Casas y Pedro de Angulo, fueron a hablar con los indios de Cobán y les convencieron de sus buenas intenciones.
Las Casas, fray Luis de Cáncer, fray Rodrigo de Ladrada y fray Pedro de Angulo, O.P. tomaron parte en el proyecto de reducción y pacificación, pero fue Luis de Cáncer quien fue recibido por el cacique de Sacapulas logrando realizar los primeros bautizos de los habitantes. El cacique «Don Juan» tomó la iniciativa de casar a una de sus hijas con un principal del pueblo de Cobán bajo la religión católica.
Las Casas y Angulo fundaron el pueblo de Rabinal, y Cobán fue la cabecera de la doctrina católica. Tras dos años de esfuerzo el sistema de reducción comenzó a tener un éxito relativo, pues los indígenas se trasladaron a terrenos más accesibles y se fundaron localidades al modo español. El nombre de «Tierra de Guerra» fue sustituido por el de «Vera Paz» (verdadera paz), denominación que se hizo oficial en 1547.

### Convento y doctrina de los dominicos

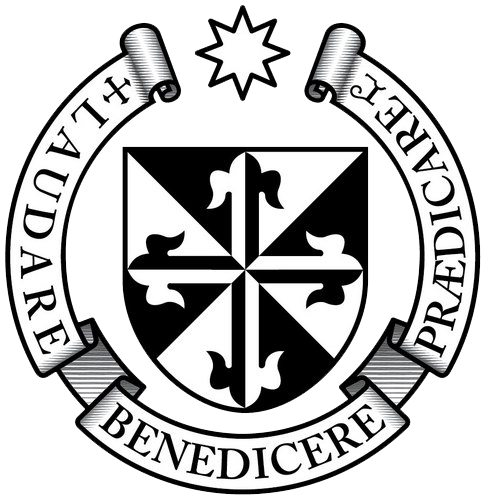
Escudo de la Orden de Predicadores.

La Corona española se enfocó en la catequización de los indígenas; las congregaciones fundadas por los misioneros reales en el Nuevo Mundo fueron llamadas «doctrinas de indios» o simplemente «doctrinas». Originalmente, los frailes tenían únicamente una misión temporal: enseñarle la fe católica a los indígenas, para luego dar paso a parroquias seculares como las establecidas en España; con este fin, los frailes debían haber enseñado los evangelios y el idioma español a los nativos. Ya cuando los indígenas estuvieran catequizados y hablaran español, podrían empezar a vivir en parroquias y a contribuir con el diezmo, como hacían los peninsulares.
Pero este plan nunca se llevó a cabo, principalmente porque la corona perdió el control de las órdenes regulares tan pronto como los miembros de éstas se embarcaron para América. Por otra parte, protegidos por sus privilegios apostólicos para ayudar a la conversión de los indígenas, los misionares solamente atendieron a la autoridad de sus priores y provinciales, y no a la de las autoridades españolas ni a las de los obispos. Los provinciales de las órdenes, a su vez, únicamente rendían cuentas a los líderes de su orden y no a la corona; una vez habían establecido una doctrina, protegían sus intereses en ella, incluso en contra de los intereses del rey y de esta forma las doctrinas pasaron a ser pueblos de indios que se quedaron establecidos para todo el resto de la colonia.
Las doctrinas fueron fundadas a discreción de los frailes, ya que tenían libertad completa para establecer comunidades para catequizar a los indígenas, con la esperanza de que estas pasaran con el tiempo a la jurisdicción de una parroquia secular a la que se le pagaría el diezmo; en realidad, lo que ocurrió fue que las doctrinas crecieron sin control y nunca pasaron al control de parroquias. La administración colectiva por parte del grupo de frailes eran la característica más importante de las doctrinas ya que garantizaba la continuación del sistema de la comunidad en caso falleciese uno de los dirigentes.
En 1638, los dominicos separaron a sus grandes doctrinas —que les representaban considerables ingresos económicos— en grupos centrados en sus seis conventos:  Los conventos estaban en: la ciudad de Santiago de los Caballeros de Guatemala, Amatitlán, Verapaz, Sonsonate, San Salvador y Sacapulas. Específicamente en Sacapulas, la doctrina abarcaba los poblados de Sacapulas, Cunén, Nebaj, Santa Cruz del Quiché, San Andrés Sajcabajá, Zacualpa y Chichicastenango.

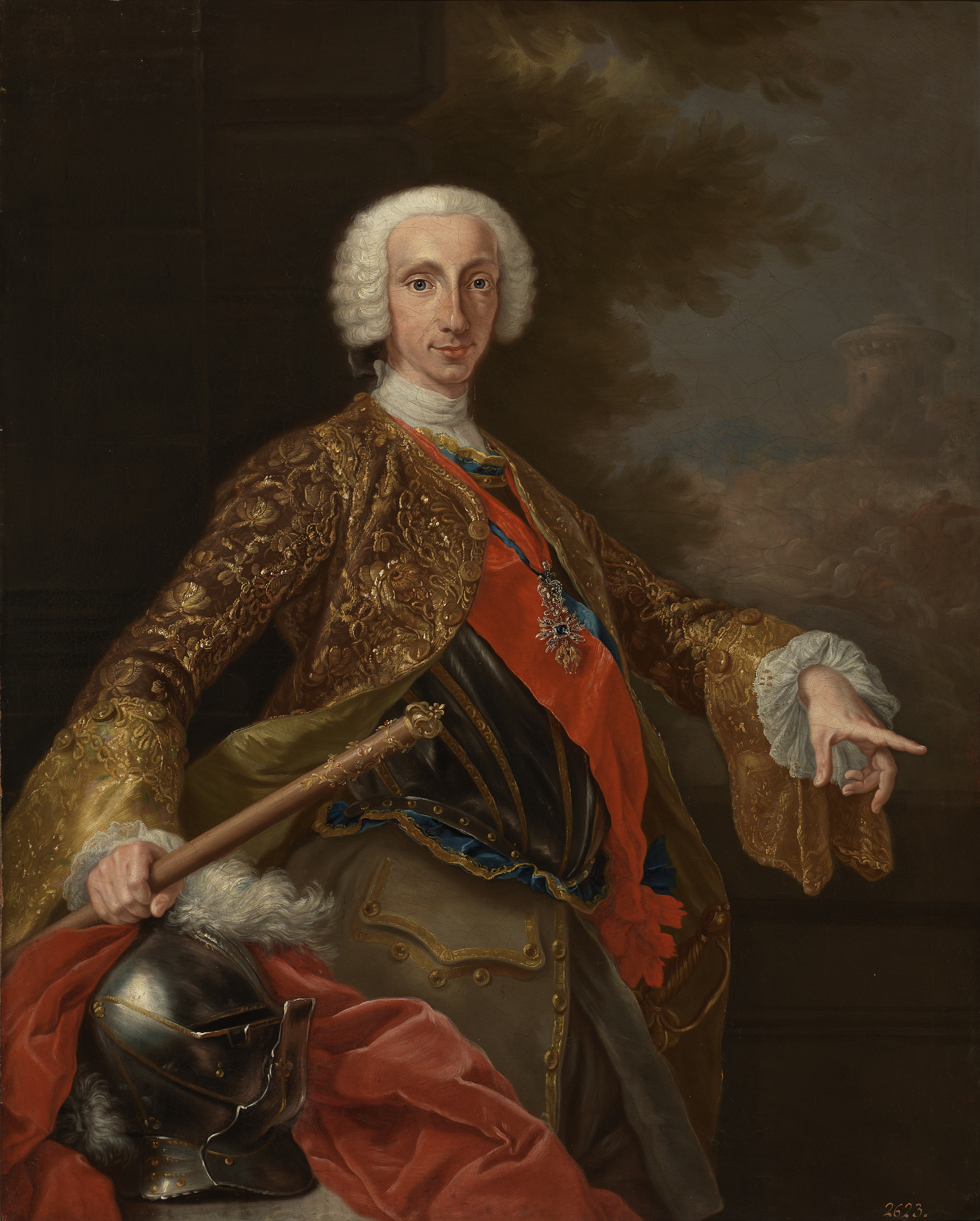
Rey Carlos III de España, promotor de las reformas borbónicas.

En 1754, en virtud de una Real Cédula parte de las Reformas Borbónicas, todos los curatos de las órdenes regulares fueron traspasados al clero secular. En 1765 se publicaron las reformas borbónicas de la Corona española, que pretendían recuperar el poder real sobre las colonias y aumentar la recaudación fiscal. Con estas reformas se crearon los estancos para controlar la producción de las bebidas embriagantes, el tabaco, la pólvora, los naipes y el patio de gallos. La real hacienda subastaba el estanco anualmente y un particular lo compraba, convirtiéndose así en el dueño del monopolio de cierto producto. Ese mismo año se crearon cuatro subdelegaciones de la Real Hacienda en San Salvador, Ciudad Real, Comayagua y León y la estructura político administrativa de la Capitanía General de Guatemala cambió a quince provincias:
Además de esta redistribución administrativa, la Corona española estableció una política tendiente a disminuir el poder de la Iglesia católica, el cual hasta ese momento era prácticamente absoluto sobre los vasallos españoles. Esta política de disminución de poder de la iglesia se basaba en la Ilustración

### Tras la independencia de Centroamérica

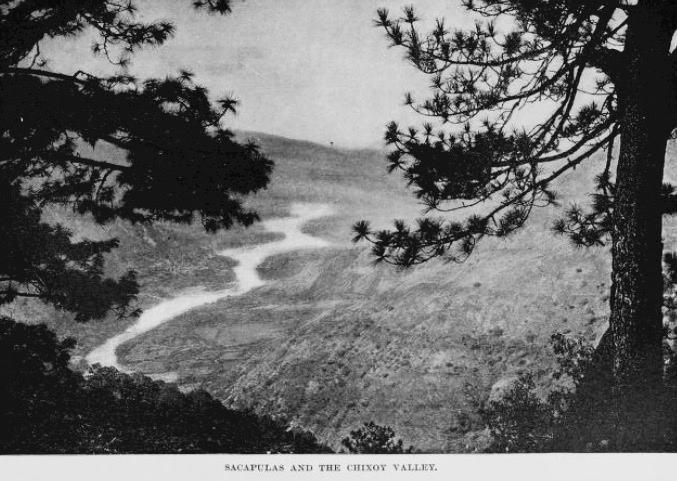
Sacapulas en el valle del río Chixoy en 1884. Fotografía de William T. Brigham

Tras la independencia de Centroamérica en 1821 se inició la guerra civil centroamericana entre los conservadores que querían mantener el poder de las órdenes regulares y los liberales que querían expulsarlas.  

### Expulsión de los dominicos
Los criollos liberales quisieron eliminar el poder del clero regular y de los conservadores guatemaltecos; así, en 1829, tras el derrocamiento del gobernador conservador Mariano de Aycinena y Piñol y la derrota del Clan Aycinena en la guerra civil centroamericana, tanto los conservadores como las órdenes regulares de la Iglesia Católica —entre ellas la Orden de Predicadores— fueron expulsados de Centroamérica.
Únicamente los miembros del clero secular permanecieron en el país, aunque muy debilitados por la abolición del diezmo obligatorio.  Para Sacapulas, esto fue un golpe fuerte dado que los curas párrocos no pudieron hacer frente al antiguo monasterio dominico ni a sus doctrinas.
Tras el retorno de los conservadores al poder en 1840 las órdenes regulares retornaron a Guatemala, pero ya no recuperaron sus antiguas propiedades.

### Tras la Reforma Liberal
Tras el triunfo de la Reforma Liberal en 1871 el clero regular fue nuevamente expulsado del país, y el presidente de facto provisiorio Miguel García Granados dispuso crear el departamento de Quiché para mejorar la administración territorial de la República dada la enorme extensión del territorio de Totonicapán/Huehuetenango y de Sololá/Suchitepéquez. De esta cuenta, el 12 de agosto de 1872 Sacapulas pasó a formar parte del nuevo departamento de Quiché, junto con la nueva cabecera Santa Cruz del Quiché y Joyabaj, Lemoa, Chichicastenango, Chinic, Chiché, Patzité, San Andrés Joyabajá, San Pedro Jocopilas, San Miguel Uspantán, Cotzal, Chujuyup, Cunem, San Bartolo Jocotenango, Nebaj, Chajul, Caniyá y Sacualpa.

### Guerra Civil de Guatemala
Durante la Guerra Civil de Guatemala Sacapulas se encontró inmerso en el radio de acción del Ejército Guerrillero de los Pobres, una de las organizaciones guerrilleras que operaban en Guatemala y que justificaban sus atentados contra bienes particulares y del Estado argumentando que afectaban, por un lado, los intereses económicos del Estado y de los sectores productivos, y por el otro, que vulneraban al Ejército. En el reporte de la Comisión para el Esclarecimiento Histórico, miembros del EGP indicaron que «destruir infraestructura con el concepto de decir vamos a destruir la infraestructura del país, para dañar el país, eso no. Siempre tenía una explicación... en relación a la guerra que estábamos viviendo y en relación al momento táctico que para qué íbamos a volar este puente, sí lo íbamos a volar para que el Ejército no pasara y para que no siguiera con su barbarie... para cortarle el avance y la retirada... Pero lo que es de Nentón para el norte, la carretera se cerró [finales 81 inicio 82], no entraba el Ejército, no entraba ninguna autoridad, estaban cortados los postes de telegrafía que eran los medios de comunicación que había aparte de la carretera».  «Al cortar la energía que llegara al cuartel (del Ejército) se cortaba la energía de toda la población, creando descontento entre el pueblo.  Después, esos sabotajes se generalizaron para «provocar ya un descontrol total en todo el país e ir preparando condiciones para pasar a un período casi de pre-insurrección».
Los ataques del EGP que afectaron a Sacapulas fueron:
| Fecha                   | Objetivo                                                                               | Resultado                                                                                             |
| ----------------------- | -------------------------------------------------------------------------------------- | --- |
| 16 de noviembre de 1981 | Instalaciones eléctricas del INDE en Santa Cruz del Quiché                             | Dejó sin energía eléctrica a todos los municipios aledaños.                                           |
| 18 de diciembre de 1981 | Puente «El Tesoro» en Quiché                                                           | Destrucción total del puente, cortando el acceso al Ejército.                                         |
| 19 de enero de 1982     | Planta de energía eléctrica del INDE en Santa Cruz del Quiché                          | Una bomba destruyó la planta de energía, dejando sin suministro a todos los municipios que la rodean. |
| 27 de enero de 1982     | Puentes que comunican las poblaciones de San Miguel Uspantán, Nebaj y Chajul en Quiché | Destrucción total de los dos puentes, cortando el acceso al Ejército.                                 |

Para contrarrestar el auge de la ofensiva guerrilla tras el triunfo de la Revolución Sandinista en Nicaragua en 1979, el gobierno de Lucas García inició la ofensiva de «Tierra Arrasada» en la región en donde operaba el Ejército Guerrillero de los Pobres, en el área de Chajul, Nebaj e Ixcán en El Quiché -región petrolera y fértil de la Franja Transversal del Norte-;  como parte de esta ofensiva, se dieron intensos ataques a poblaciones civiles que resultaron en masacres que fueron registradas por el informe REHMI y los informes de la Comisión para el Esclarecimiento Histórico. Una de cada seis masacres se realizó en un día importante para la comunidad; ya fuera en día de mercado, de fiesta, o de reuniones de carácter religioso, los ataques en días señalados trataban de aprovechar la concentración de población para desarrollar de manera más masiva sus acciones y en algunos casos tenían un claro significado simbólico. Este aspecto, junto con la concentración de la población, y el control de la situación mostrado por el Ejército, muestra que los ataques fueron planificados.
En otras ocasiones las masacres se dieron en el marco de operativos a gran escala con gran despliegue de fuerzas militares y apoyo de la aviación que bombardeó esas zonas. Al menos una de cada nueve comunidades analizadas sufrió bombardeos asociados a masacres, ya fuera en los días anteriores o después del bombardeo. Las regiones más bombardeadas fueron las comunidades del área ixil y Sacapulas, algunas zonas de Baja Verapaz y de Huehuetenango. Después del ataque lo más frecuente fue que la gente huyera (40%) como forma de defender su vida, ya fuera a la montaña, al exilio a México o a otra comunidad; una de cada seis aldeas que sufrieron masacres quedó completamente arrasada. A la población maya k'iche' que se refugió en la montaña, el Ejército la identificó con la guerrilla; La sometió a un cerco militar, a continuos ataques que imposibilitaron su alimentación, alojamiento y asistencia médica. Estas poblaciones permanecieron entre uno y dos años en las montañas de los alrededores de sus comunidades, para desplazarse después hacia las Guacamayas, donde quedaron aisladas por la persistencia del asedio militar. Muchas personas murieron de hambre.
Específicamente en Sacapulas, las fuerzas armadas del Estado habrían perpetrado las siguientes masacres:
| Fecha              | Ubicación             | Fecha             | Ubicación               |
| ------------------ | --------------------- | ----------------- | ----------------------- |
| Abril de 1980      | Aldea Parraxtut       | Abril de 1980     | Aldea Río Blanco        |
| Septiembre de 1981 | Aldea Tzununul        | Diciembre de 1981 | Aldea Guantajau         |
| Febrero de 1982    | Aldea Tierra Colorada | Marzo de 1982     | Aldea Parraxtut         |
| Marzo de 1982      | Aldea Tierra Caliente | Marzo de 1982     | Sacapulas               |
| Mayo de 1982       | Aldea Guantajau       | Mayo de 1982      | Sacapulas               |
| Agosto de 1982     | Aldea Río Blanco      | Abril de 1983     | Aldea Salinas Magdalena |

## Vías de comunicación
La distribución urbana de la cabecera municipal es la tradicional de las doctrinas dominicas: un parque central con el edificio municipal al frente, al costado de la Iglesia católica.  La avenida principal y mercado son el centro social y de actividades del poblado;  esta avenida es parte del tramo principal de la carretera de acceso. La carretera se encuentra asfaltada y en muy buen estado desde la Ciudad de Guatemala hasta Sacapulas. en la actualidad la carretera se encuentra en malas condiciones desde la cabecera departamento al municipio.

## Gastronomía.

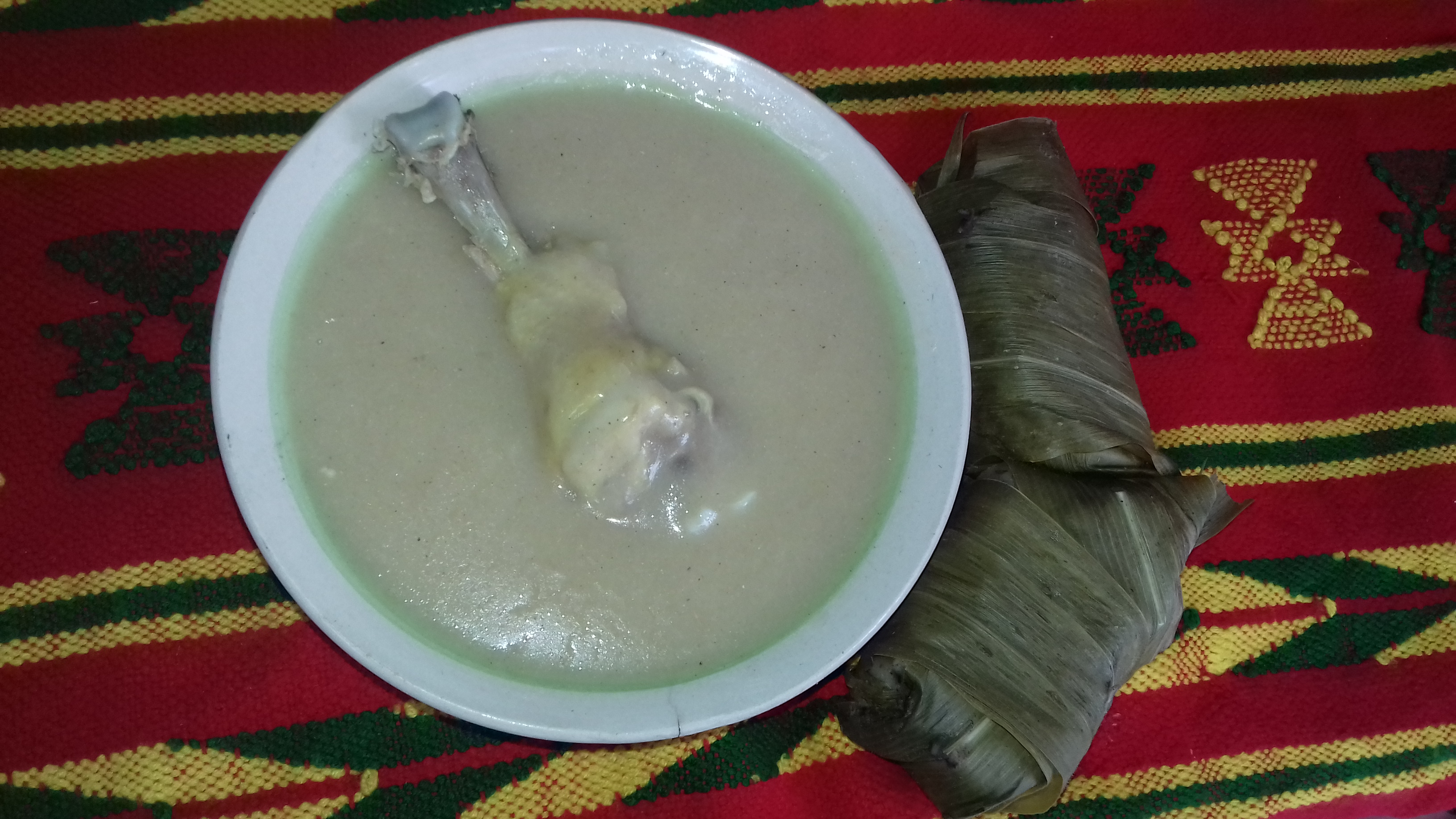
Comida Típica

El Pinol es la comida típica del municipio de Sacapulas, se prepara a base de maíz criollo de color blanco y tostado acompañado de pollo criollo o chompipe. Es una comida que se consume comúnmente en las pedidas y bodas; En la tercera pedida la madre del novio le manda a la madre de la novia una olla de pinol con un chompipe acompañado de tamalitos de frijol llamado Ub´en, para la boda tres días antes se prepara este delicioso platillo típico para todos los familiares y se les manda una olla de pinol y un pollo entero.
Para la elaboración se busca maíz blanco llamado SALPOL, maíz redondo, suave y esponjoso, que es especialmente para la elaboración del pinol se tuesta y se muele en la piedra o en el molino, teniendo la harina de pinol se disuelve en agua seguidamente se cuela; luego se cuecen los pollos o chompipes en agua hervida.

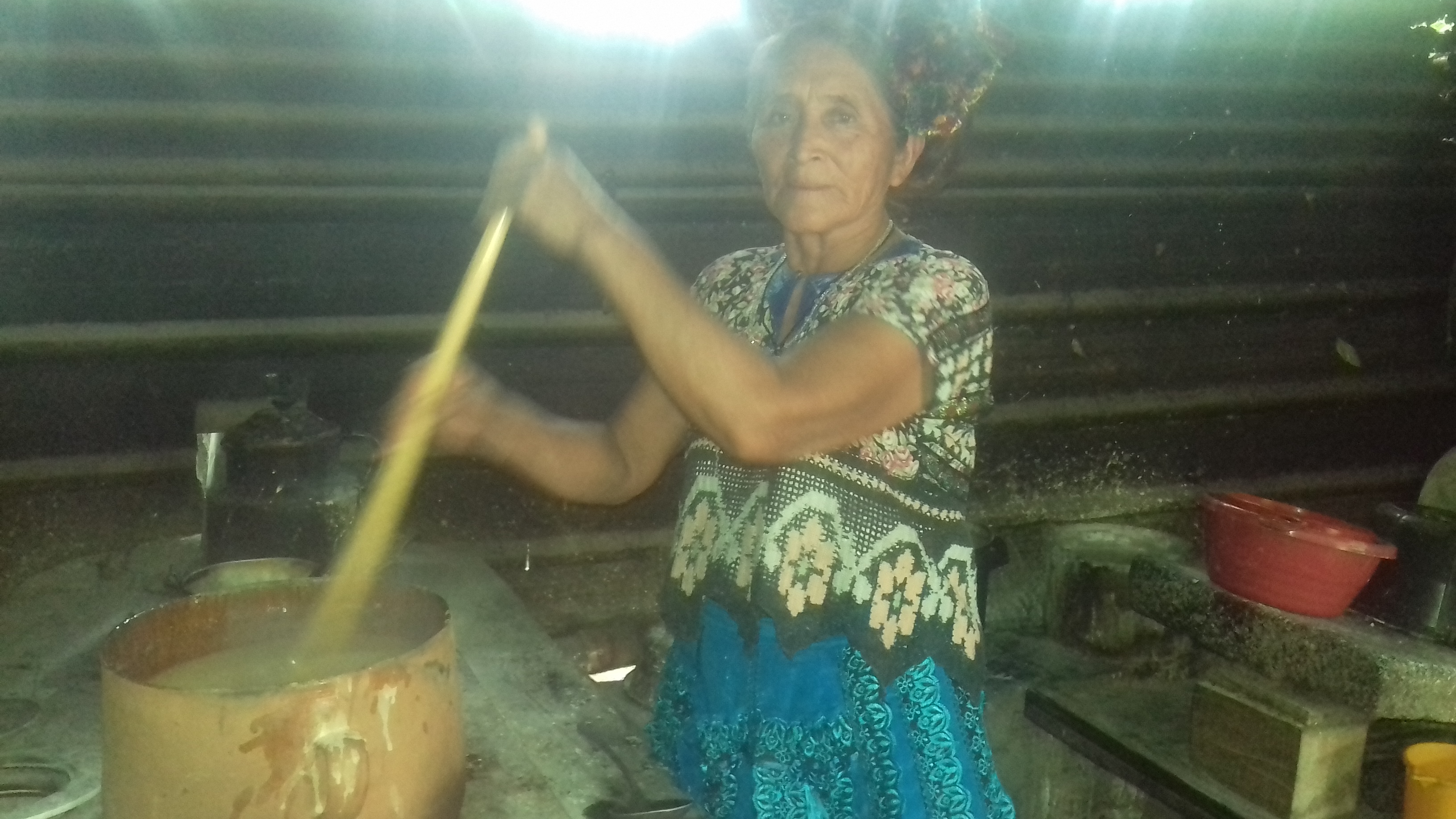
Preparación del Pinol, hecho a base de maíz criollo llamado SALPOL

El objetivo de colarlo es para que salga fino, otra vez ya estando en el fuego no hay que parar de moverlo hasta que se espese para que esté listo, el pinol se acompaña de unos delicioso tamalitos de masa envueltos con hojas de caña para darle un olor agradable y apetecedor.
Todos los vecinos del municipio de Sacapulas disfrutan de este delicioso platillo para el año nuevo porque acostumbran hacer convivios familiares para recibir un año más, algunos gustan del delicioso pinol para fechas especiales  como cumpleaños o graduaciones.

## Feria Titular
En honor a  Santo Domingo de Guzmán, Sacapulas, celebra su feria titular  del 1 al 5 de agosto, Santo Domingo de Guzmán,imagen que   fue traída de España por la orden de los dominicos quienes construyeron el edificio parroquial y fundaron en convento dominico en 1553; por varias generaciones ha sido venerado cada vez más con reverencia y devoción.
El 30 y 31, en el municipio de Sacapulas,El Quiché se realiza eventos de “Rimial Tujaal”, elección de la hija del pueblo, el 31 se efectúa la elección de “Señorita Sacapulas”. Estos eventos son de gran importancia porque en ellos se visibilizan la participación de la mujer, quienes representan a distintas entidades privadas como gubernamentales, actividades en las cuales se realizan presentaciones de ceremonia maya, traje de fantasía, exposición de trajes ceremoniales, en donde se destella la belleza de la mujer Sacapulteca, estas actividades se han vuelto tradiciones, en ellos se encuentran las presentaciones de desfile que se realiza el 1 de agosto y de los convites que se realizan el 3 a 4 de agosto, el día 5 finaliza la feria titular con una actividad de jaripeo, que también enaltecen la festividad, esta maravillosa feria que ya es parte emblemática de la historia de Sacapulas.
La cofradía que tradicionalmente es conformada por 5 parejas de la siguiente manera:
Qajawxel (Primer mayordomo). Es quien porta la vara de plata de Santo Domingo de Guzmán en cualquier presentación donde se les invite.
Rikab’ (Segundo mayordomo). Sustituye al Qajawxel por alguna ausencia del mencionado.
Roox (Tercer mayordomo)
Rikyaj (cuarto mayordomo) 
Roo’ (Quinto mayordomo)
Los últimos tres parejas se encargan de recaudar las ofrendas que las personas llevan durante la fiesta Domingo de Guzmán.
Durante todo el año se celebran tres fiestas:
1. La primera, corresponde al cambio de los Cofrades y se realiza  quince días después de la Semana Santa (exactamente el día sábado). en esta actividad se le envía invitacion a las poblaciones más cercanas para que puedan asistir y presenciar el cambio de Cofrades
2.  La segunda, se realiza en honor al Cuerpo de Cristo (Courpus Cristy) a principios del mes de junio..
3.  La tercera corresponde a la Feria Titular del 1 al 5 de agosto en honor SANTO DOMINGO DE GUZMÁN.
Para todas estas fiestas se hacen invitaciones dos días de anticipación mediante una o dos bombas por familia acompañado de una copa de licor y cigarro. Los encargados de hacer las invitaciones son los “Tableros”(colaboradores de los cofrades). Las primeras dos fiestas son amenizadas con marimbas de la región por una noche y un día; mientras que en la tercera se danza por cuatro noches y un día (4 de agosto), con sones (música preferida de la región). También se realizan procesiones y varias actividades rituales muy autóctonas y más.